# ساری‌کمر
ساری‌کمر (به قزاقی: Сарыкемер، سارىكەمەر}} یک منطقهٔ مسکونی در قزاقستان است که در شهرستان بایزق واقع شده‌است. ساری‌کمر ۲۴٬۳۱۴ نفر جمعیت دارد.